# Smicridea minima
Smicridea minima är en nattsländeart som beskrevs av Oliver S. Flint Jr. 1968. Smicridea minima ingår i släktet Smicridea och familjen ryssjenattsländor. Inga underarter finns listade i Catalogue of Life.